# Mount Athabasca
Mount Athabasca är ett berg i Kanada.   Det ligger i provinsen Alberta, i den centrala delen av landet, 3 100 km väster om huvudstaden Ottawa. Toppen på Mount Athabasca är 3 491 meter över havet, eller 733 meter över den omgivande terrängen. Bredden vid basen är 6,5 km.
Terrängen runt Mount Athabasca är kuperad österut, men västerut är den bergig.Trakten runt Mount Athabasca är nära nog obefolkad, med mindre än två invånare per kvadratkilometer.. Det finns inga samhällen i närheten. 
Trakten runt Mount Athabasca är permanent täckt av is och snö.